# Crassiclava layardi
Crassiclava layardi é uma espécie de gastrópode do gênero Crassiclava, pertencente à família Pseudomelatomidae.